# Methia robusta
Methia robusta är en skalbaggsart som beskrevs av Linsley 1940. Methia robusta ingår i släktet Methia och familjen långhorningar. Inga underarter finns listade i Catalogue of Life.